# Гаврилівці (Чернівецький район)
Гаври́лівці — село в Україні, у Кіцманській міській громаді Чернівецького району Чернівецької області.

## Історія
З 24 серпня 1991 року село перебувало у складі Кіцманського району, Чернівецької області.
8 серпня 2017 року, в ході децентралізації та об'єднання сільських рад, село увійшло до Кіцманської міської громади.
17 липня 2020 року, в результаті адміністративно-територіальної реформи та ліквідації Кіцманського району, село увійшло до складу Чернівецького району.

## Населення
Національний склад населення за даними перепису 1930 року у Румунії:
| Національність | Кількість осіб | Відсоток |
| -------------- | -------------- | -------- |
| українці       | 894            | 92,16 %  |
| євреї          | 47             | 4,85 %   |
| румуни         | 13             | 1,34 %   |
| німці          | 8              | 0,82 %   |
| поляки         | 7              | 0,72 %   |
| росіяни        | 1              | 0,10 %   |

Мовний склад населення за даними перепису 1930 року:
| Мова       | Кількість осіб | Відсоток |
| ---------- | -------------- | -------- |
| українська | 900            | 92,78 %  |
| їдиш       | 47             | 4,85 %   |
| румунська  | 8              | 0,82 %   |
| німецька   | 8              | 0,82 %   |
| польська   | 7              | 0,72 %   |

## Галерея

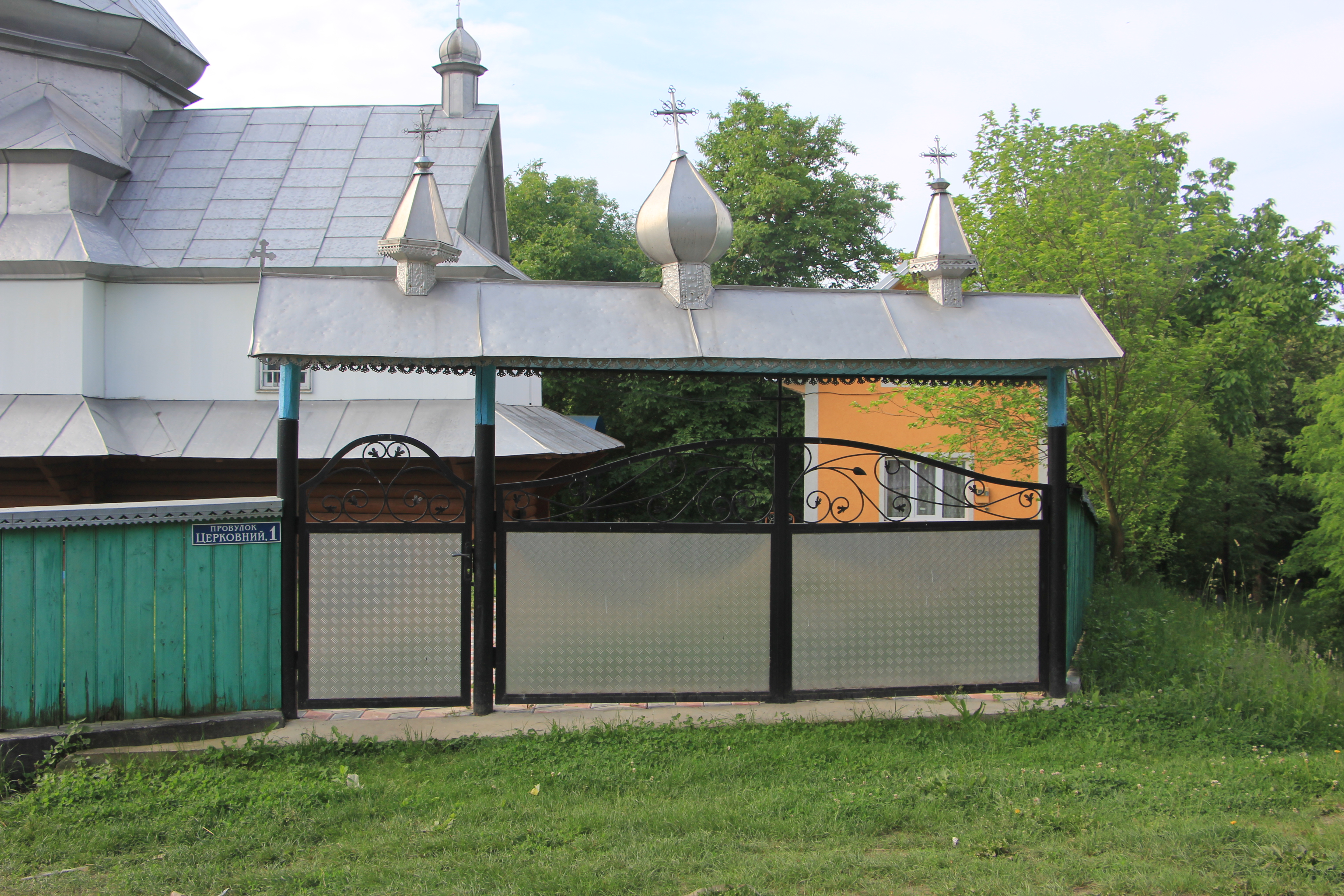
Церква Св. Миколи 1839 с. Гаврилівці
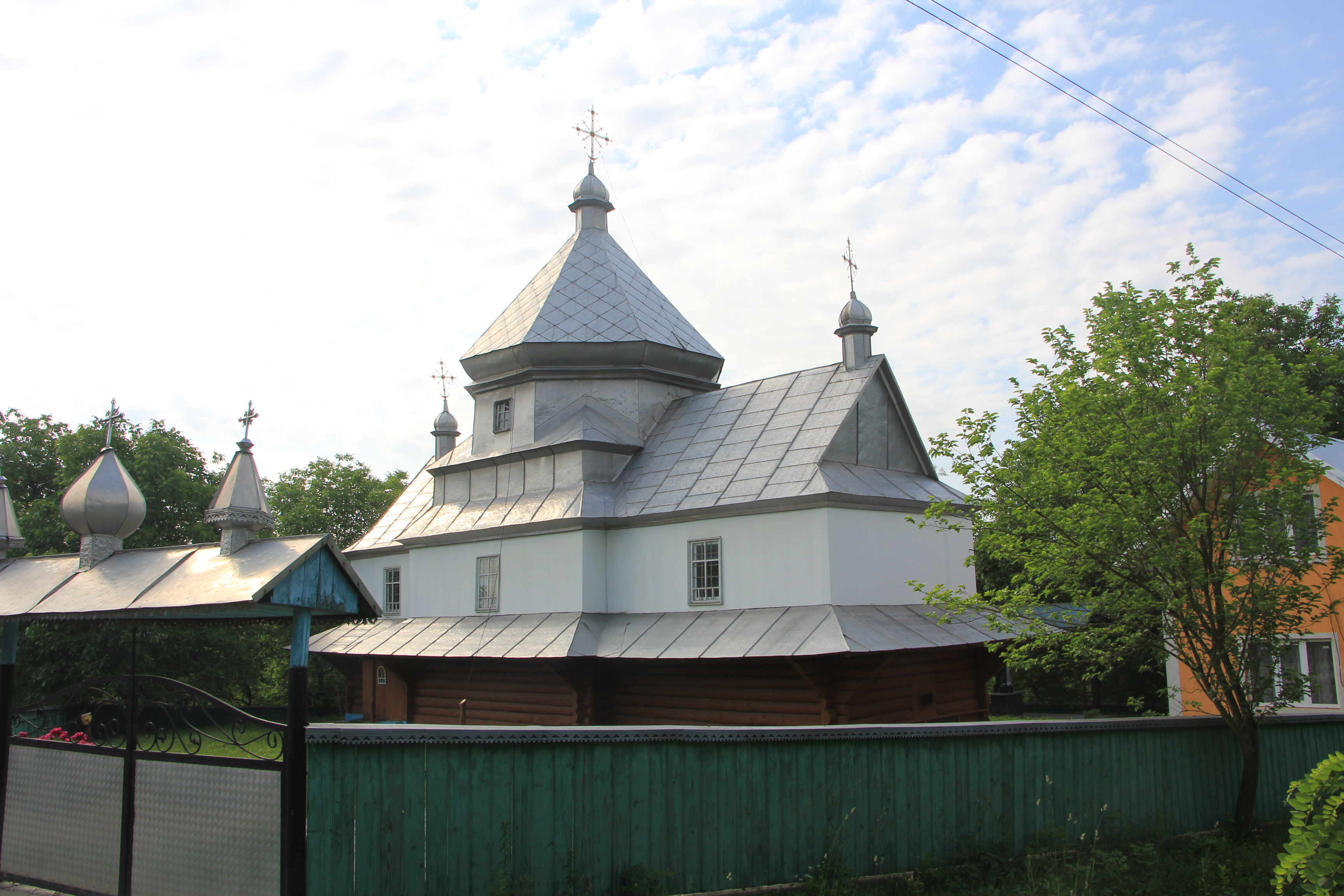
Церква Св. Миколи 1839 с. Гаврилівці
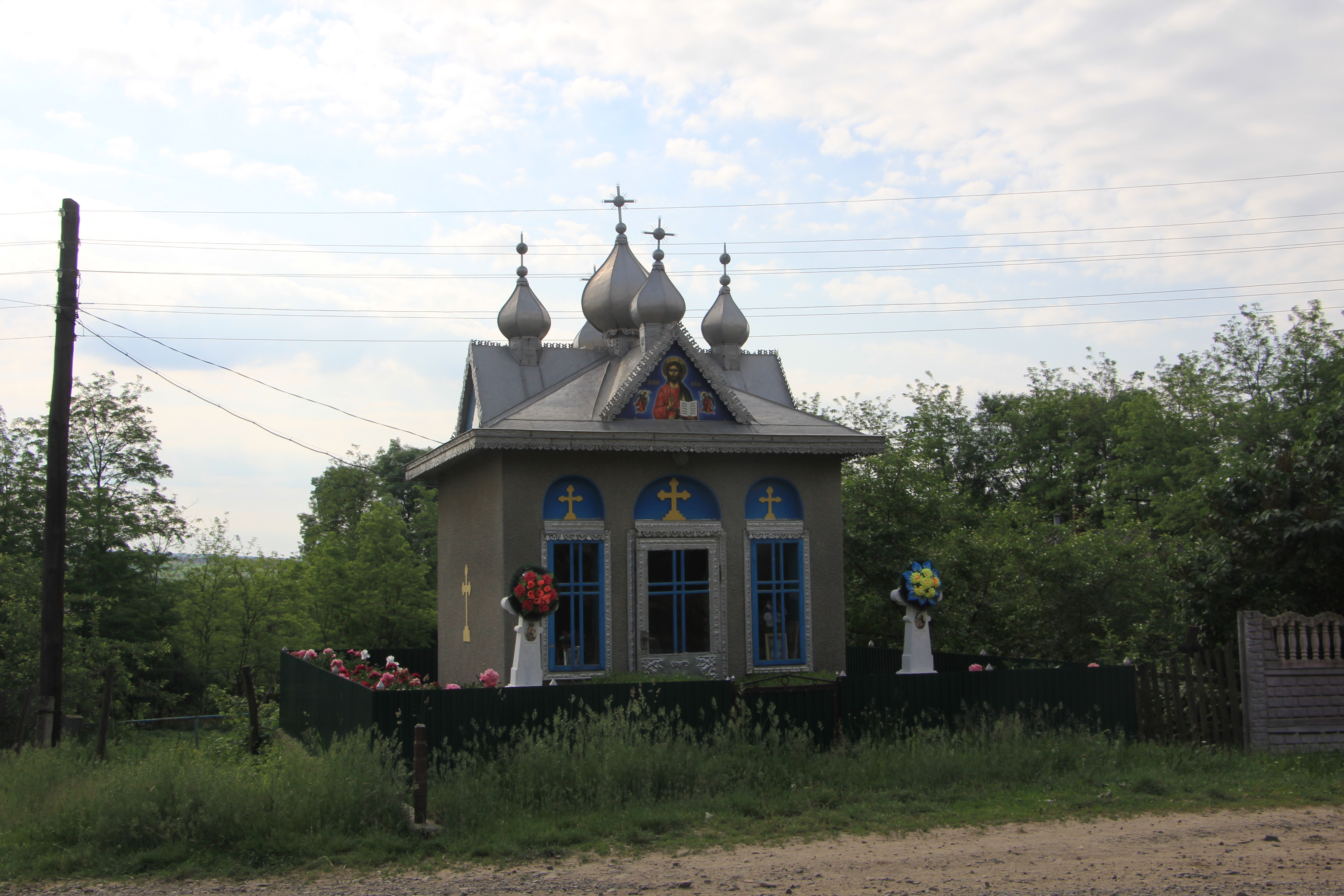
Каплиця с. Гаврилівці